# سانتا کلارا (تگزاس)
سانتا کلارا، تگزاس (به انگلیسی: Santa Clara, Texas) یک شهر در ایالات متحده آمریکا با جمعیت ۸۸۹ نفر است که در تگزاس واقع شده‌است.

## موقعیت جغرافیایی
موقعیت جغرافیایی شهرها و مناطق اطراف به شرح زیر است: